# Luceria
Luceria is een geslacht van vlinders van de familie spinneruilen (Erebidae), uit de onderfamilie Hypenodinae.

## Soorten
- L. affinis Rothschild, 1916
- L. aurantilineata Hampson
- L. bipartita Rothschild, 1916
- L. cooki Holloway, 1977
- L. emarginata Fletcher D. S., 1961
- L. eurrhippoides Hampson, 1891
- L. fletcheri Inoue, 1958
- L. griseata Rothschild, 1916
- L. icasta Fletcher, 1957
- L. jowettorum Holloway, 1982
- L. lactealis Rothschild, 1916
- L. nigerrimalis (Fryer, 1912)
- L. novatusalis Walker, 1859
- L. oculalis (Moore, 1877)
- L. opiliusalis Walker, 1859
- L. pallida Hampson, 1891
- L. pamphaea Fletcher D. S., 1961
- L. roseocinnamomea Rothschild, 1916
- L. striata Galsworthy, 1997